# Cy Young-prisen
Cy Young-prisen er i baseball den pris, som uddeles til sæsonens bedste pitcher i hver af de to ligaer i Major League Baseball (MLB). Prisen er indstiftet til minde om den legendariske pitcher Cy Young i 1956, året efter dennes død.
Fra 1956 til 1966 blev prisen uddelt til den bedste pitcher i hele MLB. Derefter begyndte man at ære den bedste pitcher i hver liga.
Cy Young-prisen uddeles af baseballjournalisternes forbund (Baseball Writers Association of America). Hver afstemningsdeltager stemmer på tre pitchers. Den første pitcher på listen tildeles 5 point, den anden får 3 point og den sidste 1 point. Den pitcher med flest point totalt set vinder prisen.
Både starting pitchers og relief pitchers kan vinde prisen, men den er oftest gået til starters, da disse pitcher væsentligt flere innings og dermed normalt har en bedre mulighed for at hjælpe deres hold.
Der har naturligvis altid været store diskussioner om uddelingen af prisen blandt fans og professionelle baseballfolk. De seneste mange år er baseballjournalisternes forbund i høj grad blevet kritiseret for at fokusere for meget på, hvor mange kampe pitcherne har vundet, frem for andre mere subtile og statistisk mere pålidelige baseballstatistikker.

## Vindere af flest Cy Young-priser
| Spiller        | Antal | År                                     |
| -------------- | ----- | -------------------------------------- |
| Roger Clemens  | 7     | 1986-1987, 1991, 1997-1998, 2001, 2004 |
| Randy Johnson  | 5     | 1995, 1999-2002                        |
| Steve Carlton  | 4     | 1972, 1977, 1980, 1982                 |
| Greg Maddux    | 4     | 1992-1995                              |
| Sandy Koufax   | 3     | 1963, 1965-1966                        |
| Pedro Martinez | 3     | 1997, 1999-2000                        |
| Jim Palmer     | 3     | 1973, 1975-1976                        |
| Tom Seaver     | 3     | 1969, 1973, 1975                       |